# Dithecodes inornata
Dithecodes inornata là một loài bướm đêm trong họ Geometridae.